# Primeira Guerra do Ópio
A Primeira Guerra do Ópio ou Primeira Guerra Anglo-Chinesa foi travada entre a Companhia Britânica das Índias Orientais e a Dinastia Qing da China entre 1839-1842 com o objectivo de forçar a China a permitir o livre comércio, principalmente do ópio. A Grã-Bretanha pedia a abertura do comércio de ópio, enquanto o governo imperial da China tentou proibir.
Comerciantes ingleses foram expulsos da China e ao chegarem em Londres apresentam uma queixa ao governo britânico, que decidiu atacar a China com a sua poderosa armada para forçar os chineses a comprar ópio cultivado na Índia britânica.
O Império Britânico enviou uma frota para bloquear todos os portos chineses, que tinha ordens para apreender todas a embarcações chinesas que se aproximassem e tomar parte do território chinês, até que o Império Britânico recebesse satisfações.

Inicialmente os ingleses bloquearam o Rio das Pérolas e tomaram diversas ilhas próximas ao Porto de Ningbo, além de bloquearem os principais portos do país.

Nesse contexto, Qishan, vice-rei de Zhili, percebeu a inferioridade militar da China e foi enviado para negociações preliminares com uma frota inglesa que se dirigia para Tianjin, na qual conseguiu obter uma suspensão temporária das hostilidades e recuo da frota britânica para o sul do país.

Qishan foi encaminhado para substituir Lin Zexu em Guandzhou. Lin Zexu foi submetido a uma expulsão desonrosa de seu cargo e condenado ao exílio no oeste do país por ter provocado um "ataque bárbaro".

Qishan iniciou negociações com o Capitão Charles Elliot. Inicialmente o objetivo de Qishan era ganhar tempo para permitir um contra-ataque chinês, mas os britânicos pressionaram para a conclusão das negociações disparando canhões contra diferentes pontos da costa, e, portanto, as negociações resultaram em uma minuta de acordo denominada Convenção de Chuan-pi, que garantia aos britânicos direitos especiais em Hong Kong, uma indenização de 6 milhões de dólares e garantia de que as futuras negociações ocorreriam em situação de "igualdade".

Os termos da Convenção de Chuan-pi foram rejeitas tanto pelo Imperador Daoguang, quanto pelo Império Britânico. Qishan foi inicialmente condenado a morte por ter feito muitas concessões, mas, posteriormente teve sua sentença reduzida para o exílio. Pelo outro lado, o Lord Palmerston, destituiu Charles Elliot, e enviou Sir Henry Pottinger para dar continuidade às negociações.

Ao chegar a China, Pottinger intensificou a pressão, bloqueando mais portos, o Grande Canal e o Rio Yangtzé, além disso encaminhou uma frota para atacar Nanquim. Nesse contexto, O Imperador da China designou um novo negociador: o Princípe Qiying. As negociações resultaram no Tratado de Nanquim, que posteriormente foi complementado pelo Tratado de Bogue, que faziam mais concessões do que a Convenção de Chuan-pi, pois além da cessão de Hong Kong, de uma indenização de 6 milhões de dólares, previa a abertura de outros quatro portos para o comércio com o ocidente: Ningbo, Xangai, Xiamen e Fuzhou, previa mais direitos aos britânicos nos portos onde era admitido o comércio, inclusive a jurisdição sobre os cidadãos o Império Britânico residentes em tais portos.
Pouco tempo depois, norte-americanos e franceses obtiveram os direitos similares àqueles concedidos aos britânicos, com exceção da indenização. A China passou a adotar a Política de Portas Abertas e fazer acordo com as potências estrangeiras com a Cláusula de Nação Mais Favorecida. Essas concessões feitas a diferentes potências faziam parte da estratégia de utilizar "bárbaros contra bárbaros" e, desse modo, evitar a dominação por uma única potência estrangeira.
Pelo Tratado de Nanquim, foi o primeiro dos Tratados Desiguais, que deram fim ao isolamento da China e início da história da China moderna.